# کینستن (کارولینای شمالی)
کینستن (به انگلیسی: Kinston) شهری در ایالت کارولینای شمالی کشور ایالات متحده آمریکا است که جمعیت آن در سرشماری سال ۲۰۱۰ میلادی، ۲۱٬۶۷۷ نفر بوده‌است.